# José María Gil-Robles

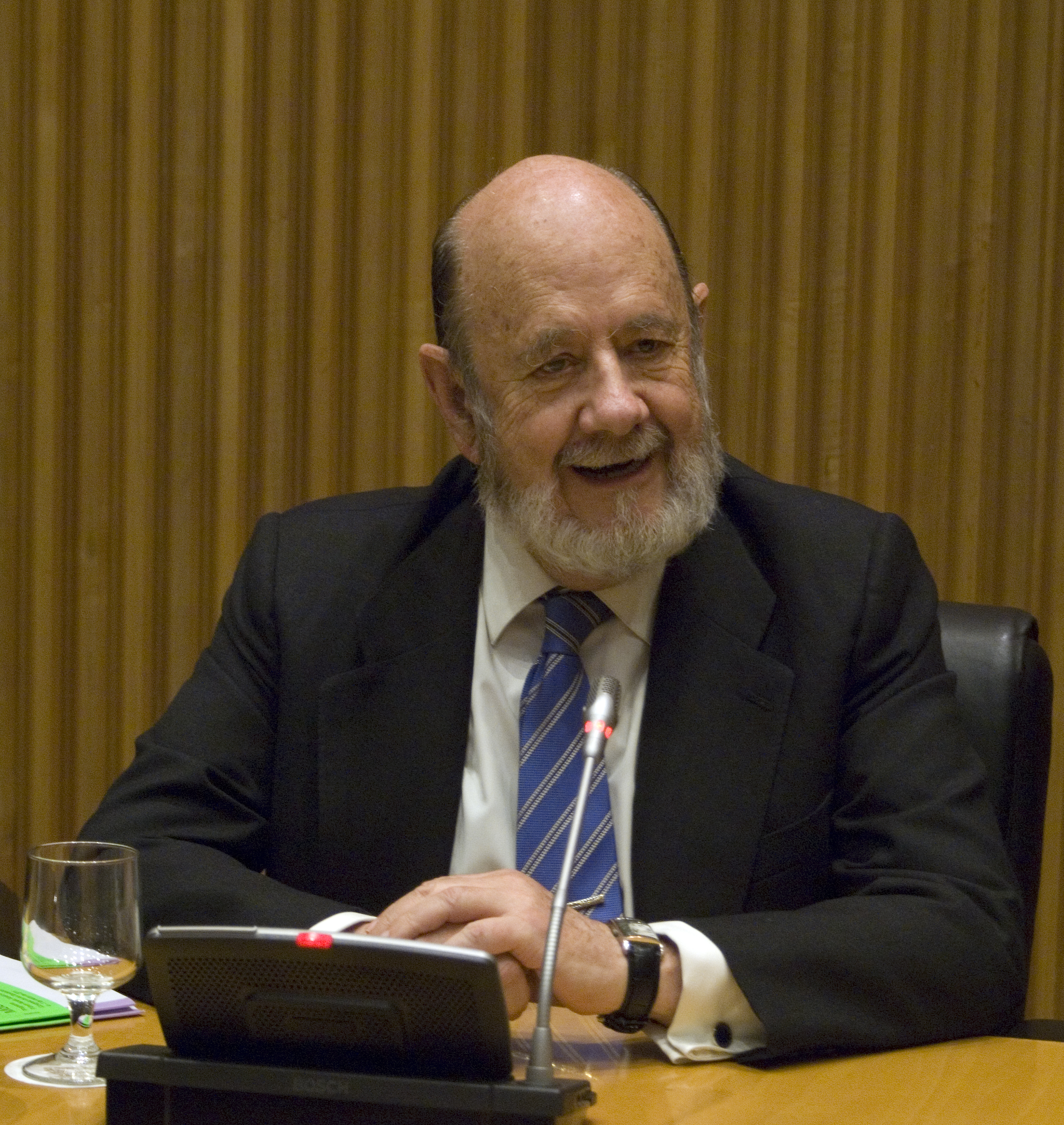
José María Gil-Robles y Gil-Delgado (2011)

José María Gil-Robles y Gil-Delgado (* 17. Juni 1935 in Madrid; † 13. Februar 2023) war ein spanischer Europapolitiker des Partido Popular. Er war Mitglied und von 1997 bis 1999 als Nachfolger von Klaus Hänsch Präsident des Europaparlaments. Gil-Robles gehörte der Europäischen Volkspartei an.
Sein Vater war der Politiker José María Gil-Robles y Quiñones, sein Bruder der Jurist und Menschenrechtsaktivist Álvaro Gil-Robles.